# Chloroclystis ablechra
Chloroclystis ablechra är en fjärilsart som beskrevs av Turner 1904. Chloroclystis ablechra ingår i släktet Chloroclystis och familjen mätare. Inga underarter finns listade i Catalogue of Life.